# Apomatus globifer
Apomatus globifer är en ringmaskart som beskrevs av Johan Hjalmar Théel 1878. I den svenska databasen Dyntaxa används istället namnet Protula globifera. Enligt Catalogue of Life ingår Apomatus globifer i släktet Apomatus och familjen Serpulidae, men enligt Dyntaxa är tillhörigheten istället släktet Protula och familjen Serpulidae. Arten är reproducerande i Sverige. Inga underarter finns listade i Catalogue of Life.